# Avenida Brasil (Uberlândia)
A Avenida Brasil é um logradouro de Uberlândia, estado de Minas Gerais, Brasil.
Com seus 4 km de extensão, é importante por ligar o Centro a alguns bairros da Zona Leste, como o Umuarama, onde termina; a partir de lá, dá acesso aos bairros Alto Umuarama, Custódio Pereira, entre outros.
Outras vias que fazem essa ligação são avenida Afonso Pena, avenida Mato Grosso e avenida Cesário Alvim.